# ポランスキーの パイレーツ
『ポランスキーの パイレーツ』（Pirates）は、ロマン・ポランスキー監督による1986年のフランス・チュニジアの冒険・コメディ映画である。第39回カンヌ国際映画祭のコンペティション外で上映された。

## キャスト
- ウォルター・マッソー
- クリス・カンピオン
- ロジャー・アシュトン＝グリフィス（英語版）
- ダミアン・トーマス（英語版）
- オル・ジェイコブス（英語版）
- ファーディ・メイン（英語版）
- デイビッド・ケリー
- アンソニー・ドーソン
- ホセ・サンタマリア
- ロバート・ドーニング（英語版）
- エミリオ・フェルナンデス
- ウラディスラフ・コマル

## 評価
約4000万ドルの製作費がかけられたが、北米興行収入は164万ドル、全世界では630万ドルに留まった。
第59回アカデミー賞ではアンソニー・パウエルが衣裳デザインにノミネートされた。